# 土居志央梨
土居 志央梨（どい しおり、1992年7月23日 - ）は、日本の女優。
福岡県出身。ファザーズコーポレーション所属。京都造形芸術大学映画学科俳優コース卒業（5期生）。

## 略歴
3歳の時にクラシック・バレエを習い始め、高校卒業まで15年間にわたって学生ながらバレエ団の本公演にも数多く出演していた。高校卒業を控え「このままバレエでプロになると決意したら、バレエ以外の人生を知らずに終わるのではないか」として、同大学へと進学する。大学入学後まもなく舞台に主演、続いて出演した劇団姫オペラの第2回公演『花ちりぬ』（2011年）での妖艶な芝居が注目を浴び、TBS『水戸黄門 第43部』最終回で将軍の側室役に起用される。映画『彌勒 MIROKU』（2013年10月公開、林海象監督）で映画デビューを果たし、2013年2月には岩松了演出の舞台『泡 -流れつくガレキに語りかけたこと』に出演するなど、在学中より多くの舞台、映画に出演。大学4年時にオーディションを経て映画『赤い玉、』（2015年9月公開、高橋伴明監督）に出演し、主演の奥田瑛二相手に濡れ場を演じるなど肌の露出をも厭わぬ大胆演技で注目を集める。
2015年春、大学卒業後に上京。ファザーズコーポレーションに所属し女優として本格的に活動を開始する。2018年2月公開の映画『リバーズ・エッジ』では小山ルミ役を演じて体当たりの演技でインパクトを残し、同年8月には舞台『グレーテルとヘンゼル』で5歳児役を演じて商業演劇にて初主演を務める。2020年の『おちょやん』以来のNHK連続テレビ小説出演となった2024年の『虎に翼』では、主人公の強面な同級生山田よね役を男装で演じ、注目を集めた。

## 人物
- 身長168cm[3]。体重52kg[3]。スリーサイズはB83cm、W63cm、H87cm[12]。血液型O型[1]。趣味は生演奏での歌唱[1]。特技はクラシックバレエ[1][12]、ピアノ[1]
- 映画『彌勒 MIROKU』で主演を務めた永瀬正敏は土居のことを「シオリちゃんは普段から独特の色彩を纏っている。幼い頃から培った天性のリズム感が、そのまま個性になってお芝居に表れている。今後もきっと多くの監督さん達が、物凄く興味をそそられる存在になるんではないでしょうか」と評している[13]。

## 受賞歴
2024年
- 第121回ザテレビジョンドラマアカデミー賞 助演女優賞（『虎に翼』）

## 出演

### 映画
- 硬派探偵　いつも何かを覚悟する（2013年製作）※「京都国際映画祭2018」（18年10月11～14日）上映作品。
- 彌勒 MIROKU（2013年） - 江美留の友人N 役
- 赤い玉、（2015年） - 加藤愛子 役
- マンガ肉と僕（2016年） - モエカ 役
- 鉄の子（2016年） - 佐々木瑠奈 役
- お父さんと伊藤さん（2016年）
- 少女（2016年）
- 土竜の唄 香港狂騒曲（2016年）
- タクシードライバー祇園太郎 THE MOVIE（2016年） - 奥多摩子（声） 役
- すもも（2017年） - お春 役
- 祈りの幕が下りる時（2018年）
- リバーズ・エッジ（2018年） - 小山ルミ 役[15]
- サヨナラ家族（2019年）
- 108〜海馬五郎の復讐と冒険〜（2019年） - あずさ 役
- 21世紀の女の子「projection」（2019年）
- 二人ノ世界（2020年）- 平原華恵 役[16]
- 太陽の子（2021年） - 澤村はな 役
- CHAIN/チェイン（2021年） - 花香太夫 役
- 世の中にたえて桜のなかりせば（2022年）
- 夜明けまでバス停で（2022年）[17]
- ファンファーレ（2023年） - 辰巳加奈子 役[18]
- 痴人の愛（2024年） - 島村麻由子 役[19]
- 片思い世界（2025年） - 事件を語る母親 役[20]

### テレビドラマ
- 水戸黄門 第43部 最終話（2011年12月12日、TBS） - お芳 役
- 大杉探偵事務所〜美しき標的編（2015年11月2日、TBS）
- プリンセスメゾン 第4回（2016年11月15日、NHK BSプレミアム）
- 相棒 season15 第6話（2016年11月16日、テレビ朝日） - 瀬戸はるか 役
- #セルおつ 第3話（2017年5月14日、朝日放送） - 主演・アイリ 役
- 日曜ワイド 欠点だらけの刑事（2018年2月4日、テレビ朝日） - 武山沙織 役
- 我が家のヒミツ 第4回（2019年3月24日、NHK BSプレミアム） - 菊池智子 役
- 緊急取調室 THIRD SEASON 第6話（2019年5月16日、テレビ朝日） - 西崎明日香 役[21]
- 死役所 第5話（2019年11月13日、テレビ東京） - 林理花 役
- 小さな神たちの祭り（2019年11月20日、TBC東北放送）- 保育士 役
- 太陽の子（2020年8月15日、NHK総合・NHK BS4K・NHK BS8K）
- 連続テレビ小説（NHK）
  - おちょやん（2020年） - 富士子 役[22]
  - 虎に翼（2024年） - 山田よね 役[23]
- シェフは名探偵 第4話（2021年6月28日、テレビ東京） - 松平 役
- 大河ドラマ 青天を衝け 第40回（2021年12月19日、NHK） - 高梨孝子 役
- 初恋の悪魔（2022年7月16日 - 9月24日、日本テレビ）- 有希子 役
- 姪のメイ（2023年9月8日 - 10月13日、テレビ東京） - 上原容子 役[24]
- 無能の鷹（2024年10月11日 - 11月29日、テレビ朝日） - 鵙尾弓 役[25]
- バニラな毎日（2025年1月20日 - 3月13日、NHK総合） - 順子 役[26]
- 問題物件 第8話（2025年3月5日、フジテレビ） - 木川絵里 役[27]
- しあわせは食べて寝て待て（2025年4月1日 - 5月27日、NHK総合） - 高麗なつき 役[28]
- 殺した夫が帰ってきました（2025年7月11日 - 8月15日、WOWOW） - 谷村美穂 役[29]

### 配信ドラマ
- うつヌケ 第5話・第6話（2018年、Hulu）
- Life 線上の僕ら（2020年6月19日 - 7月10日配信、Rakuten・ビデオマーケット）- 伊東瞳 役

### 舞台
- ゴドーを待ちながら（2012年）
- 花ちりぬ（2012年）
- DIGITALIS（2013年）
- 泡-流れつくガレキに語りかけたこと（2013年）
- 泥の箱舟（2014年）
- Vector（2014年）
- 木ノ下歌舞伎
  - 東海道四谷怪談―通し上演―（2017年） - お袖 役
  - 糸井版 摂州合邦辻（2019年）
- グレーテルとヘンゼル（2018年、2019年） - 主演・グレーテル 役[5][30]
- グリークス（2019年） - エレクトラ 役
- 夜への長い旅路（2021年） - キャスリン 役
- COCOON PRODUCTION 2022「広島ジャンゴ 2022」（2022年4月5日 - 30日、東京・Bunkamura シアターコクーン/5月6日 - 16日、大阪・森ノ宮ピロティホール）[31]
- 先生の背中〜ある映画監督の幻影的回想録〜（2025年）[32]

### CM
- 森永乳業 濃密ギリシャヨーグルト パルテノ 「パルテノさんと女友達」篇（2018年）
- 新日邦 パチンコ・コンコルド「大人ってなんだ EP1 ハルカ(30)」「大人ってなんだ EP5 雑踏」（2023年・2024年）